# رجيوم ثنائي التجذيع
رجيوم ثنائي التجذيع أو خنفساء طويلة القرون (الاسم العلمي Rhagium bifasciatum)، حشرة خاضلة من فصيلة القرنبيات ورتبة غمديات الأجنحة.

## الوصف
تألف الأحراج والغابات. خنافسها تتغذى من جميع أجزاء النبات. يرقاتها خاشبة تركب جذوع الأشجار اليابسة وجذورها واغصانها. جسمها متوسط القد يطول من 17 إلى 20 مم. ثوبها إلى السمرة الحنطية تشتد سمرته في الرأس والكوسل وأعالي الظهران. غمداها مجذعتان بخيطين من البفج الحمر. رأسها شبه مربع الجرم. عيناها كبيرتان. زباناها كبيران، منعطفتان إلى الوراء. ظهرانها مستدير المؤخر اللاحف. غمداها كثيفتا الخمل القصير. ارساغها رباعية العقل الظاهرة. جيلها ثلاثي الحول. تظهر الحشرة الجملانة في أواسط الربيع وتبقى حتى أواخر الصيف. تسرح في النهار. تسافد بعد ظهورها بثلاثة أسابيع. تمتح المكن في صدوع الجذوع وشقوقها. اليرقة عند بلوغها الإدراك التام تطول نحو 32 مم. جسمها حيدي التركيب، مستغلظ الجرم، عادم الرواجب، حنطي اللون، أشقر المواج، أسمر الرأس، مبعثر الهلب الدقيق. طور الإكمال الذي يستمر من 45 إلى 55 يومًا ينقضي في التربة ضمن صلجة من المواد النباتية والعضوية المعجونة بالربال.